# Ilicínea
Ilicínea är en kommun i Brasilien.   Den ligger i delstaten Minas Gerais, i den sydöstra delen av landet, 600 km söder om huvudstaden Brasília. Antalet invånare är 11 488.
Omgivningarna runt Ilicínea är huvudsakligen savann. Runt Ilicínea är det ganska glesbefolkat, med 30 invånare per kvadratkilometer.